# MaCio Teague
MaCio Teague (n. Cincinnati, Ohio, 11 de junio de 1997) es un baloncestista estadounidense que pertenece a la plantilla del Śląsk Wrocław de la PLK polaca. Con 1,93 metros de estatura, juega en la posición de escolta. 

## Trayectoria deportiva

### Universidad
Es un escolta formado en la Summit Country Day School y en la Walnut Hills High School de su ciudad natal, antes de acabar su etapa de instituto en el Montverde Academy de Montverde, Florida. En 2016, ingresa en la Universidad de Carolina del Norte ubicada en Asheville, Carolina del Norte, para jugar durante dos temporadas la NCAA con los UNC Asheville Bulldogs, desde 2016 a 2018.
Tras una temporada en blanco, en 2019 ingresa en la Universidad Baylor en Waco (Texas), para disputar dos temporadas de la NCAA con los Baylor Bears, desde 2019 a 2021.

### Profesional
Tras no ser elegido en el Draft de la NBA de 2021, el 15 de agosto de 2021 Teague firmó con los Utah Jazz, pero fue cortado antes del comienzo de la temporada. 
En octubre de 2021, Teague se unió a los Salt Lake City Stars como jugador afiliado en la NBA G League. El 22 de marzo de 2022, fue despedido después de sufrir una lesión que puso fin a la temporada.
El 29 de julio de 2022, firmó con EWE Baskets Oldenburg de la Basketball Bundesliga alemana.